# 戴英
戴英（？年—？年），字育之，號上慎，南直隶常州府宜兴县人。明末政治人物。

## 生平
崇祯六年（1633年）癸酉科应天府乡试第七十二名舉人，七年（1634年）联捷甲戌科二甲四十七名进士，通政司观政，八年授户部湖广司主事，十年改山西司主事，蓟州管粮，十一年升福建司员外郎，十二年补户科给事中，奉命督漕淮济，十三年巡视皇城。因弹劾督師杨嗣昌逗留不前，被外任陕西关右道右参议，十四年京察闲住。
弘光时起复原官，补兵科给事中，曾参与审视北来太子真伪案。明亡杜门隐居，与山僧相交游，撰有《禹门寺志》六卷。

## 家族
曾祖戴琥，太学生、大宾；祖戴应奎，邑增广生；父戴時達，礼部冠带儒士。
妻子蒋氏。姊戴氏嫁给王家奎为妻，十九岁喪夫，守寡三十多年，崇祯末年獲旌表。